# Beerse

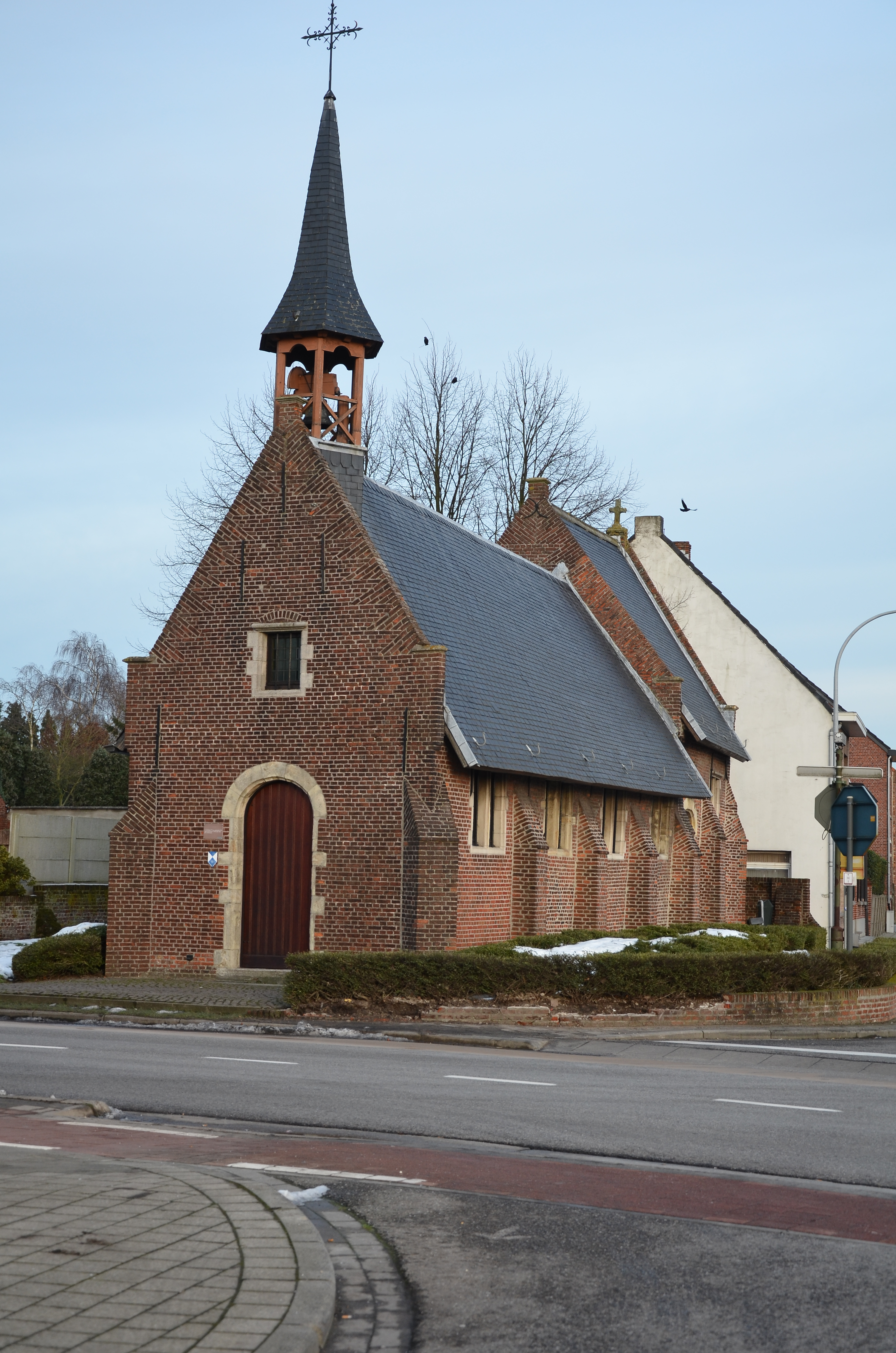
Sint-Corneliuskapel in Beerse

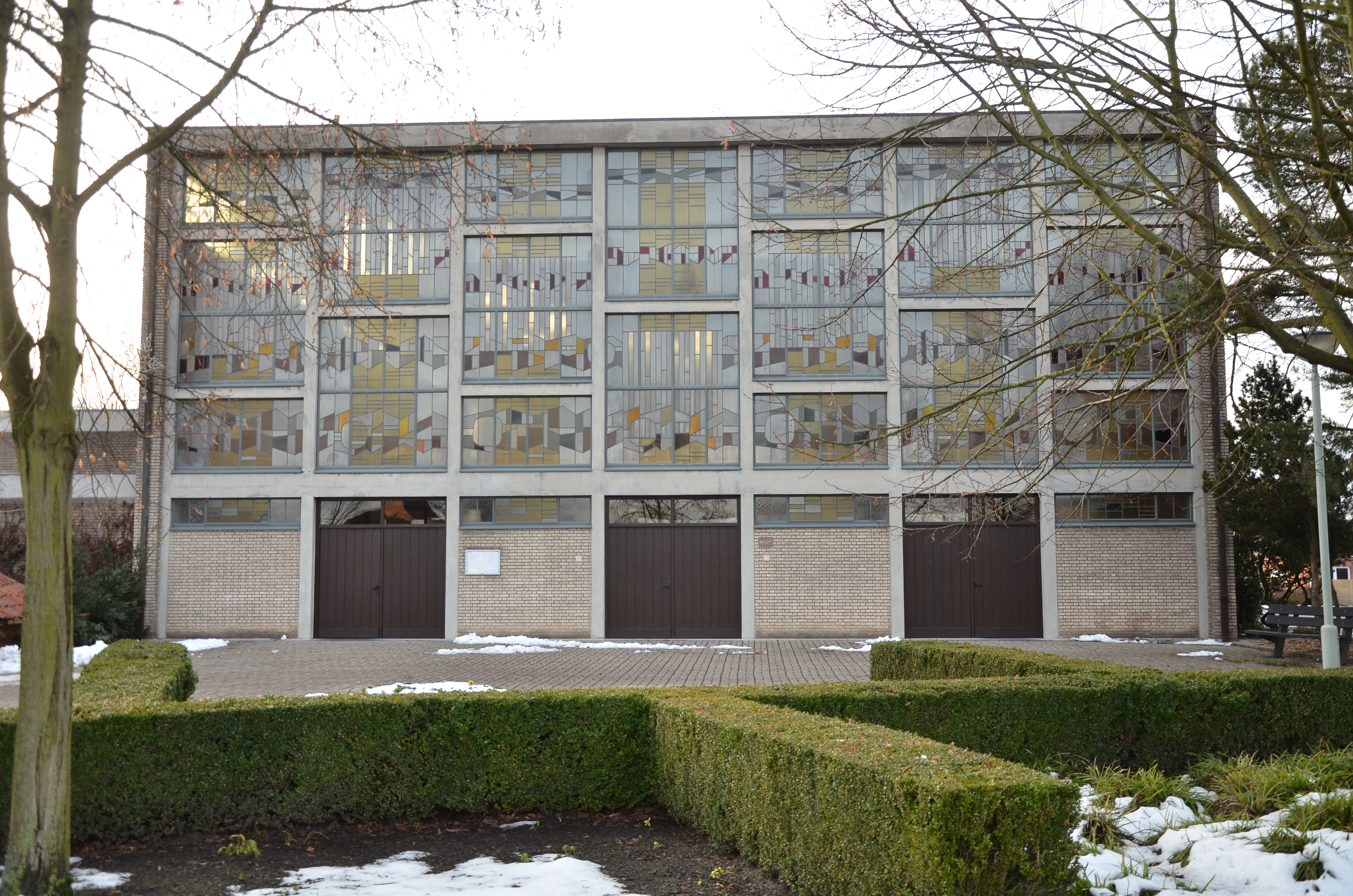
Onze-Lieve-Vrouw van Altijddurende Bijstandkerk

Beerse (Plaatselijk dialect: Bèèrs). is een plaats en gemeente in de Belgische provincie Antwerpen. De gemeente telt 18.000 inwoners, die Beersenaars worden genoemd. Beerse behoort tot het kieskanton Turnhout en het gerechtelijk kanton Hoogstraten. De gemeente is gelegen in de geografische streek De Kempen.

## Geografie

### Kernen
De gemeente Beerse bestaat uit drie kernen, Beerse - Centrum, Beerse - Den Hout en Vlimmeren.
Samen met de stad Turnhout en de gemeenten Kasterlee, Lille, Oud-Turnhout en Vosselaar maakt Beerse deel uit van het samenwerkingsverband Kordia. 
Beerse is sinds 2007 tot het dorp met de warmste algemene temperatuur uitgeroepen gedurende het hele jaar.

### Deelgemeenten
| # | Naam      | Opp. (km²) | Inwoners (2020) | Inwoners per km² | NIS-code |
| - | --------- | ---------- | --------------- | ---------------- | -------- |
| 1 | Beerse    | 27,88      | 15.064          | 540              | 13004A   |
| 2 | Vlimmeren | 9,47       | 3.059           | 323              | 13004B   |

### Aangrenzende gemeenten
| Aangrenzende gemeenten | Aangrenzende gemeenten | Aangrenzende gemeenten | Aangrenzende gemeenten | Aangrenzende gemeenten |
| ---------------------- | ---------------------- | ---------------------- | ---------------------- | ---------------------- |
|                        |                        | Merksplas              |                        |                        |
|                        |                        |                        |                        |                        |
| Malle, Rijkevorsel     | Turnhout, Vosselaar    |                        |                        |                        |
|                        |                        |                        |                        |                        |
|                        |                        | Lille                  |                        |                        |

## Toponymie
De naam 'Beerse' heeft niets met het dier de beer te maken, maar zou wel komen van ‘Berse’ of ‘Barse’. Dit betekent heidevlakte bedekt met stoppels. Soms verwijst men ook naar ‘baer’ wat bloot, open, zonder bedekking betekent. Beerse betekent eigenlijk ‘kale heidegrond’.

## Geschiedenis
Vermoedelijk is de naam Beerse afgeleid van bar (woest).
In 1880 werden resten van een waterput en een urn uit de Romeinse tijd aangetroffen.
Beerse vormde samen met Vosselaar een heerlijkheid die onderdeel uitmaakte van het Land van Turnhout, dat in 1347 als bruidsschat aan Maria van Brabant werd gegeven. Toen zij in 1399 overleed kwam dit gebied weer aan de Hertog van Brabant. Nog tweemaal werden Beerse en Vosselaar voor korte tijd als leen uitgegeven. In 1648 (Vrede van Münster) kwamen de plaatsen weer aan het Land van Turnhout, tot het einde van het ancien régime.
De rechten van de parochie kwamen in 1187 aan de Sint-Wivina-abdij te Groot-Bijgaarden. In 1426 kwamen deze aan de Sint-Michielsabdij te Antwerpen. Een norbertijn fungeerde als pastoor voor de kerken van Beerse en Vosselaar. Pas in 1776 werden beide parochies gescheiden.
Bebossing van de heide met naaldhout begon in 1675, en de beboste oppervlakte nam toe tot 700 ha in 2010. Industrialisatie was het gevolg van het graven van het Kanaal Dessel-Turnhout-Schoten (1863-1866), waarbij kleilagen werden aangesneden die geschikt waren voor de baksteen- en dakpannenindustrie. Langs het kanaal ontstonden een twintigtal van deze bedrijven en later kwam een cement- en betonfabriek en een metallurgisch-chemisch bedrijf. Vanaf 1956 werd een nieuw bedrijventerrein gerealiseerd waarop Janssen Pharmaceutica het belangrijkste bedrijf werd.

### Tweede Wereldoorlog
De gemeente werd op 16 mei 1940 bezet door het Duitse leger. Beerse centrum is bevrijd op 24 September 1944. In het dorp ‘Den Hout’, waar veel industriële activiteit was, werd zwaar strijd geleverd. De Britten van de 49e (West Riding) Infanteriedivisie (Polar Bears) hadden een bruggenhoofd gevormd over het kanaal Dessel-Schoten in de nacht van 24 op 25 september. In de daaropvolgende dagen probeerden ze om zo richting Merksplas door te stoten. Ze stuitten echter op hevige Duitse weerstand ter hoogte van de steen en metaalindustrie. Op 26 en 27 september krijgen ze de steun van de Eerste Poolse Pantserdivisie onder leiding van generaal Maczek en op 29 September is de bevrijding van het laatste stukje Beerse een feit. Bij de gevechten om dit laatste stukje Beerse komen 6 Britse en 21 Poolse bevrijders om het leven. Een jaar na de bevrijding werd hiervoor een monument opgericht in de huidige ‘Heldenweg’.

## Bezienswaardigheden
- De Sint-Lambertuskerk

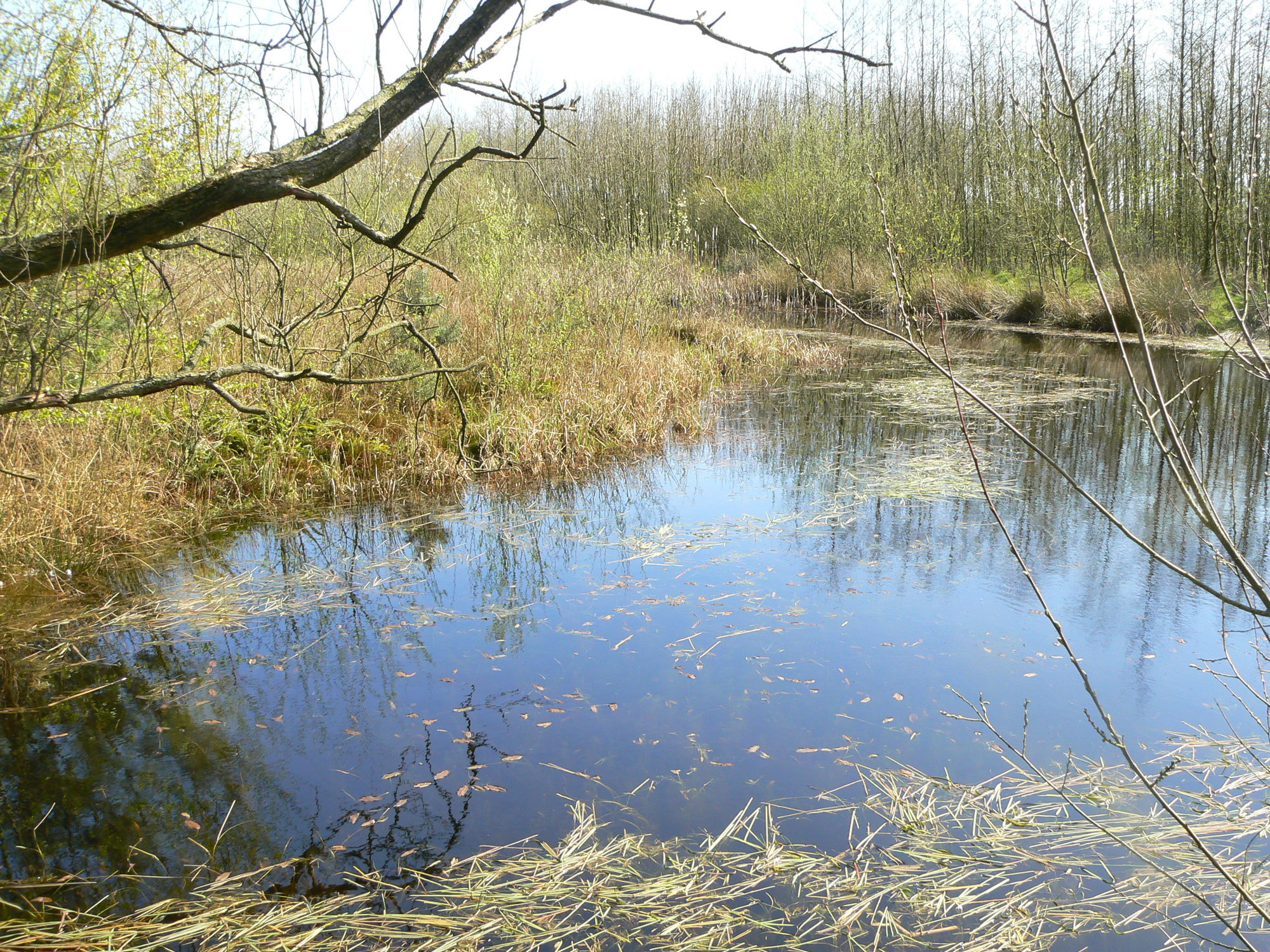
Domein Luysterborg

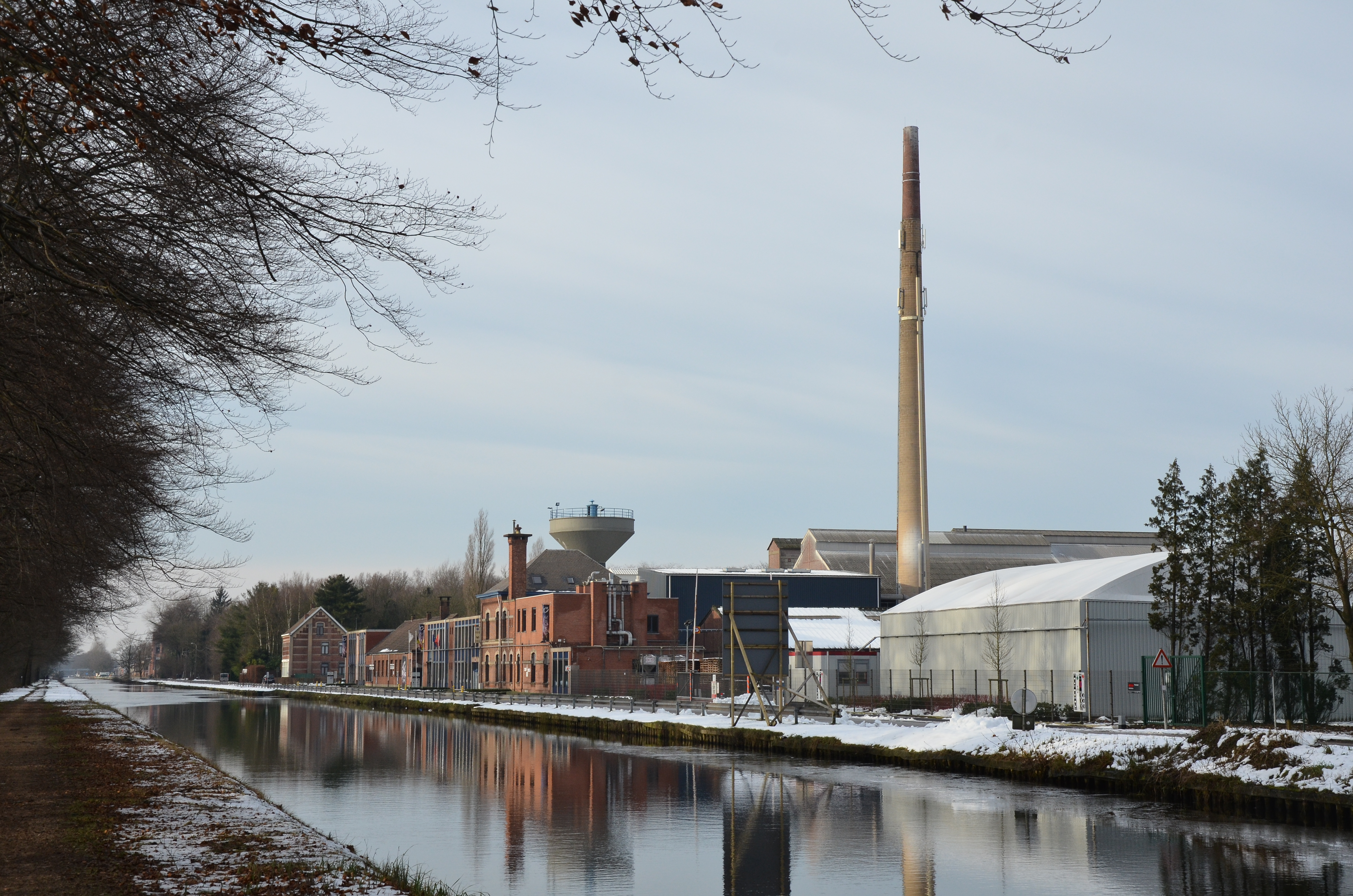
Chemisch Metallurgisch Bedrijf "Campine"

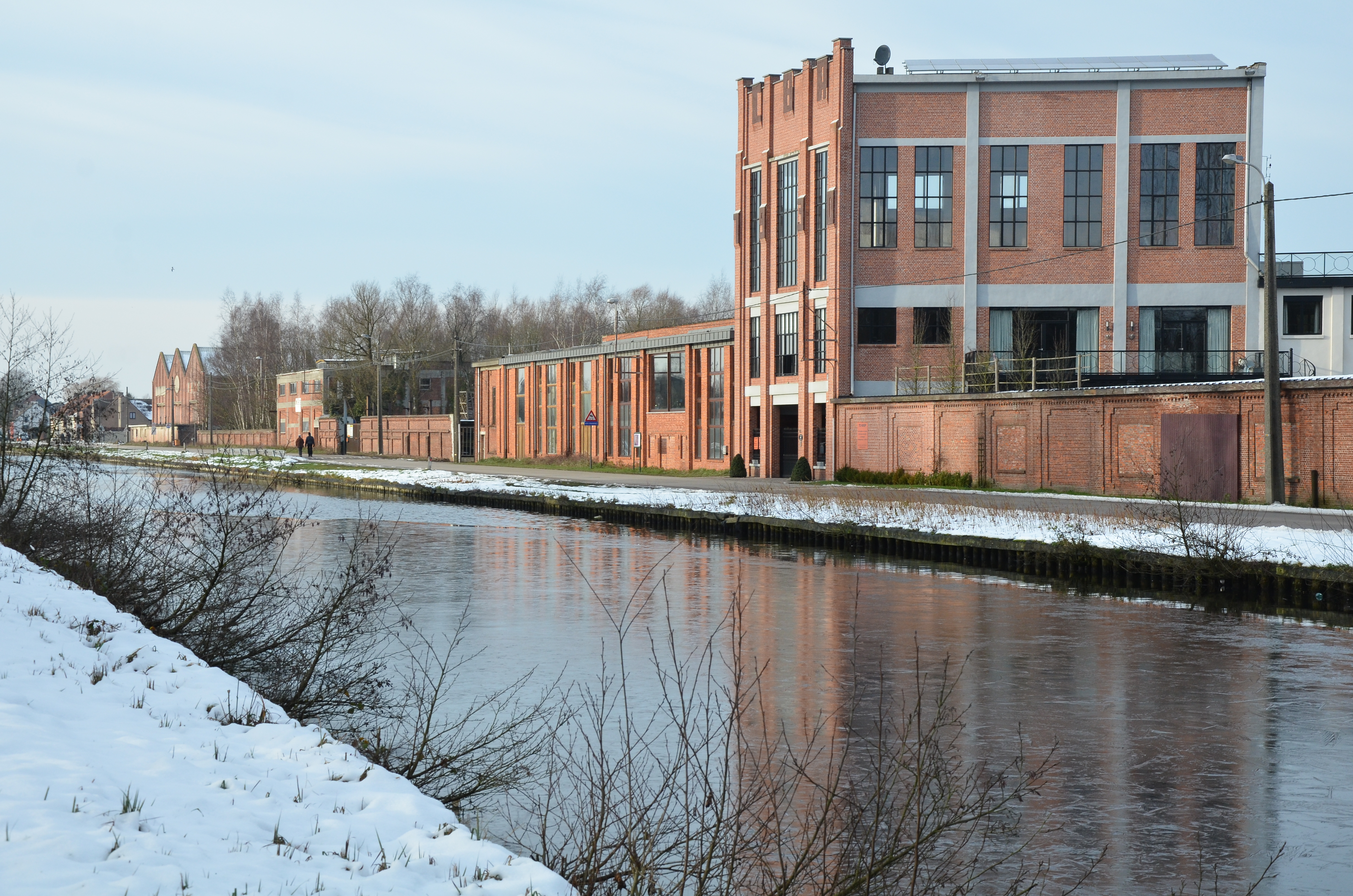
Fabriek Cimenteries et Briqueteries Réunies

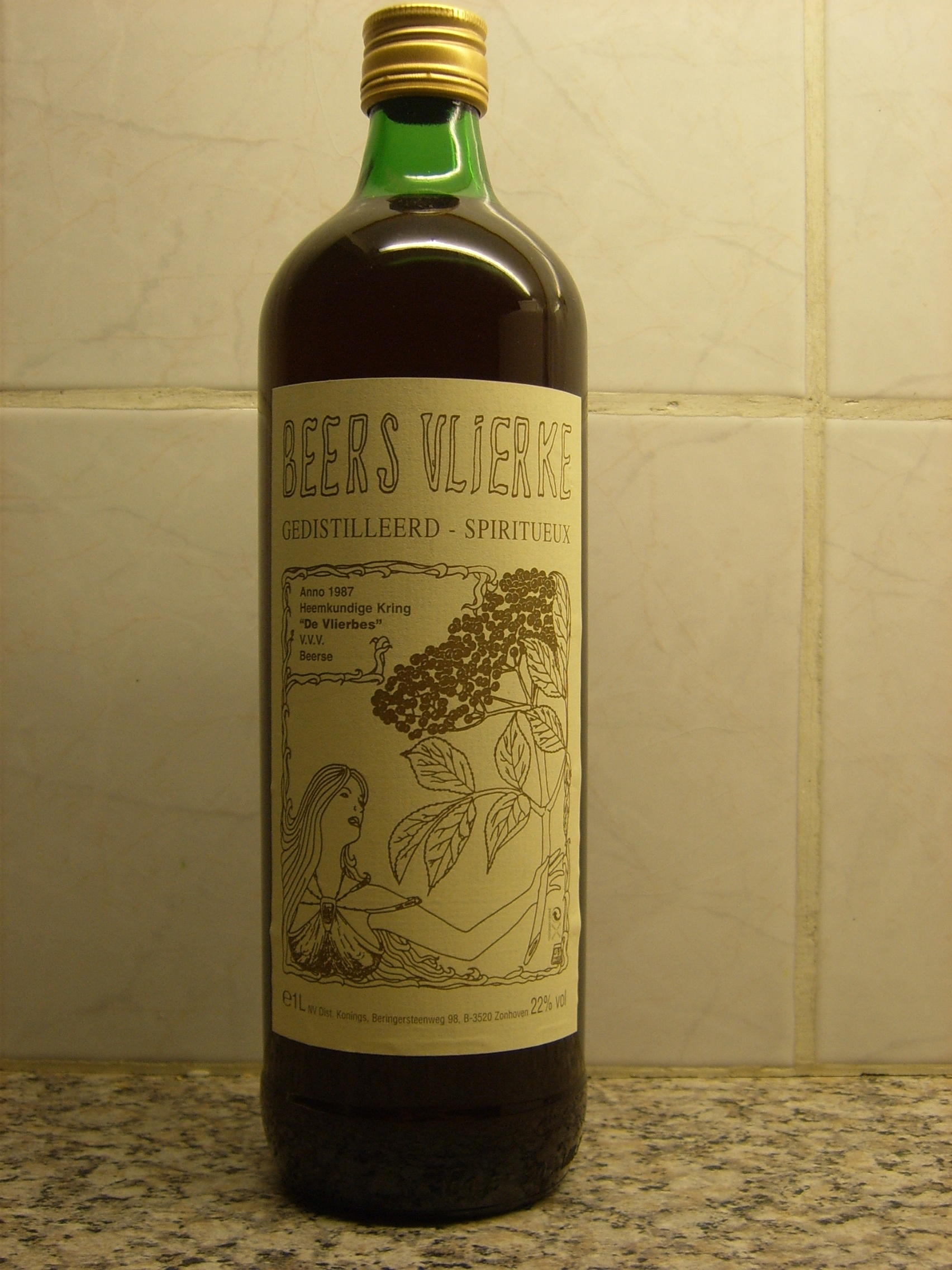
Beers Vlierke

- De neogotische kapel van 1903, aan de Boudewijnstraat
- Het Heemkundig museum Tempelhof
- Het Museum Jan Vaerten

Zie ook: Den Hout

## Natuur en landschap
Beerse is een verstedelijkte plaats met veel industrie, vooral langs het Kanaal Dessel-Turnhout-Schoten geconcentreerd. De bodem is zandig en in de omgeving is vlak. De hoogte bedraagt ongeveer 22 meter. De aanwezigheid van vele steenfabrieken leidde tot het graven van tal van kleiputten. In de omgeving liggen meerdere natuurgebieden. De waterlopen, waaronder de Laak, lopen naar het zuidwesten en zuiden af en monden uit in de Kleine Nete.

### Parken
Tempelhof, Echelpoelpark, Nief Park, de Singel

### Natuurgebieden
Abtsheide, Beerseheide, het Blak, Duivelskuil, Ekstergoor, Epelaar, Giels Bos, Ginnekenshoek, Hoge Bergen, De Huffelen, Kievitsheide, Laakvallei, Looi, Luysterborg, Meergoor, Oosteneinde, Poelberg, Schrieken, Stokse Heide, Velderheide, de Vogelzang

## Demografie
De gemeente telt ruim 18.000 inwoners, die Beersenaars worden genoemd.

### Demografische evolutie deelgemeente voor de fusie
- Bronnen:NIS, Opm:1806 tot en met 1970=volkstellingen, 1976= inwonersaantal op 31 december

### Demografische ontwikkeling van de fusiegemeente
Alle historische gegevens hebben betrekking op de huidige gemeente, inclusief deelgemeenten, zoals ontstaan na de fusie van 1 januari 1977.
- Bronnen:NIS, Opm:1831 tot en met 1981=volkstellingen; 1990 en later= inwonertal op 1 januari

| Inwoners van jaar tot jaar op 1 januari 1992 tot heden | Inwoners van jaar tot jaar op 1 januari 1992 tot heden | Inwoners van jaar tot jaar op 1 januari 1992 tot heden |
| jaar                                                   | Aantal                                                 | Evolutie: 1992=index 100                               |
| ------------------------------------------------------ | ------------------------------------------------------ | ------------------------------------------------------ |
| 1992                                                   | 14.319                                                 | 100,0                                                  |
| 1993                                                   | 14.456                                                 | 101,0                                                  |
| 1994                                                   | 14.672                                                 | 102,5                                                  |
| 1995                                                   | 14.847                                                 | 103,7                                                  |
| 1996                                                   | 14.983                                                 | 104,6                                                  |
| 1997                                                   | 15.224                                                 | 106,3                                                  |
| 1998                                                   | 15.392                                                 | 107,5                                                  |
| 1999                                                   | 15.584                                                 | 108,8                                                  |
| 2000                                                   | 15.698                                                 | 109,6                                                  |
| 2001                                                   | 15.850                                                 | 110,7                                                  |
| 2002                                                   | 16.029                                                 | 111,9                                                  |
| 2003                                                   | 16.091                                                 | 112,4                                                  |
| 2004                                                   | 16.185                                                 | 113,0                                                  |
| 2005                                                   | 16.296                                                 | 113,8                                                  |
| 2006                                                   | 16.482                                                 | 115,1                                                  |
| 2007                                                   | 16.600                                                 | 115,9                                                  |
| 2008                                                   | 16.755                                                 | 117,0                                                  |
| 2009                                                   | 16.931                                                 | 118,2                                                  |
| 2010                                                   | 17.003                                                 | 118,7                                                  |
| 2011                                                   | 17.035                                                 | 119,0                                                  |
| 2012                                                   | 17.167                                                 | 119,9                                                  |
| 2013                                                   | 17.340                                                 | 121,1                                                  |
| 2014                                                   | 17.550                                                 | 122,6                                                  |
| 2015                                                   | 17.600                                                 | 122,9                                                  |
| 2016                                                   | 17.829                                                 | 124,5                                                  |
| 2017                                                   | 17.907                                                 | 125,1                                                  |
| 2018                                                   | 17.931                                                 | 125,2                                                  |
| 2019                                                   | 18.084                                                 | 126,3                                                  |
| 2020                                                   | 18.128                                                 | 126,6                                                  |
| 2021                                                   | 18.194                                                 | 127,1                                                  |
| 2022                                                   | 18.378                                                 | 128,3                                                  |
| 2023                                                   | 18.416                                                 | 128,6                                                  |
| 2024                                                   | 18.601                                                 | 129,9                                                  |
| 2025                                                   | 18.710                                                 | 130,7                                                  |

## Politiek

### Structuur
| Beerse           | Beerse           | Supranationaal         | Nationaal                         | Nationaal           | Gemeenschap         | Gewest              | Provincie           | Arrondissement    | Provinciedistrict | Kanton          | Gemeente        |
| ---------------- | ---------------- | ---------------------- | --------------------------------- | ------------------- | ------------------- | ------------------- | ------------------- | ----------------- | ----------------- | --------------- | --------------- |
| Administratief   | Niveau           | Europese Unie          | België                            | België              | Vlaanderen          | Vlaanderen          | Antwerpen           | Turnhout          | Turnhout          | Turnhout        | Beerse          |
| Administratief   | Bestuur          | Europese Commissie     | Belgische regering                | Belgische regering  | Vlaamse regering    | Vlaamse regering    | Deputatie           | Deputatie         | Deputatie         | Deputatie       | Gemeentebestuur |
| Administratief   | Raad             | Europees Parlement     | Kamer van volksvertegenwoordigers | Vlaams Parlement    | Vlaams Parlement    | Vlaams Parlement    | Provincieraad       | Provincieraad     | Provincieraad     | Provincieraad   | Gemeenteraad    |
| Kiesomschrijving | Kiesomschrijving | Nederlands Kiescollege | Kieskring Antwerpen               | Kieskring Antwerpen | Kieskring Antwerpen | Kieskring Antwerpen | Kieskring Antwerpen | Mechelen-Turnhout | Turnhout          | Turnhout        | Beerse          |
| Verkiezing       | Verkiezing       | Europese               | Federale                          | Federale            | Vlaamse             | Vlaamse             | Provincieraads-     | Provincieraads-   | Provincieraads-   | Provincieraads- | Gemeenteraads-  |

#### Lijst van burgemeesters
| Periode | Periode     | Burgemeester                           |
| ------- | ----------- | -------------------------------------- |
|         | 1800 - 1821 | Franciscus Goossens                    |
|         | 1822 - 1830 | Augustinus Van Nyen                    |
|         | 1830 - 1836 | Joannes Baptista Bastyns               |
|         | 1836        | Joannes Baptista Janssens (waarnemend) |
|         | 1836 - 1855 | Jean Proost                            |
|         | 1855 - 1858 | Corneille Cooymans                     |
|         | 1858 - 1863 | Gabriël Van Roey                       |
|         | 1864 - 1869 | Frans Mertens                          |
|         | 1870 - 1887 | Petrus Bastijns                        |
|         | 1888 - 1904 | Franciscus Mertens                     |

| Periode | Periode     | Burgemeester                               |
| ------- | ----------- | ------------------------------------------ |
|         | 1904 - 1912 | Frans De Roover (Kath. Partij)             |
|         | 1912 - 1921 | Eduard Wouters (Kath. Partij)              |
|         | 1921 - 1939 | Jozef Rommens                              |
|         | 1939 - 1943 | Remi Baelden                               |
|         | 1943 - 1944 | August Donckers (VNV, oorlogsburgemeester) |
|         | 1944 - 1947 | Remi Baelden                               |
|         | 1947 - 1959 | André Van Nyen (CVP)                       |
|         | 1959 - 1964 | Honoré Aerts                               |
|         | 1964 - 1967 | André Van Nyen (CVP)                       |
|         | 1967 - 1971 | Honoré Aerts                               |

| Periode | Periode      | Burgemeester              |
| ------- | ------------ | ------------------------- |
|         | 1971 - 1976  | Charles Van Nyen (CVP)    |
|         | 1977 - 1982  | Jef Boeckx (CVP)          |
|         | 1983 - 1988  | Gust Adriaensen (SP)      |
|         | 1989 - 2000  | Jef Boeckx (CVP)          |
|         | 2001 - 2006  | Gust Adriaensen (Inzet)   |
|         | 2007 - 2012  | Staf Willemsens (CDE)     |
|         | 2013 - 2018  | Marc Smans (N-VA)         |
|         | 2019 - heden | Bart Craane (CDE-Vlim.be) |

#### Legislatuur 1977 - 1982
Bij de eerste gemeenteraadsverkiezingen na de fusie van Vlimmeren en Beerse verloor de CVP haar meerderheid. De partij vormde vervolgens een coalitie met de BSP. Louis Haest werd de eerste socialistische schepen van de gemeente, hij kreeg de post 'openbare werken' toegewezen.

#### Legislatuur 2007 - 2012
Het gemeentebestuur van 2007-2012 bestond uit de politieke partijen CDE, N-VA en Groen!. De partijen Inzet, Open Vld, Vlim.Be en Vlaams Belang zaten in de oppositie. De burgemeester was Staf Willemsens van CDE. Marc Smans (N-VA) was schepen van o.a. sport, mobiliteit en Vlimmerse aangelegenheden.

#### Legislatuur 2013 - 2018
Vlaams Belang kwam in de gemeente op als Gemeentebelangen. Socialisten (Inzet), liberalen (VLD) en onafhankelijken kwamen op met een eenheidslijst, BEERSEplus. De CDE en VLIM.BE trokken in kartel naar de verkiezingen. Burgemeester is Marc Smans (N-VA). Hij leidt een coalitie bestaande uit N-VA en BeersePlus. Samen vormden ze de meerderheid met 15 op 25 zetels.

#### Legislatuur 2019 - 2024
Burgemeester werd Bart Craane van het kartel CDE-Vlim.be. Hij leidde een coalitie bestaande uit CDE-Vlim.be en BeersePlus. Samen vormden ze een nipte meerderheid met 13 op 25 zetels.

#### Legislatuur 2024 - 2030
Bart Craane (CDE-Vlim.be) bleef burgemeester van Beerse. Zijn partij CDE-Vlim.be vormde een coalitie met N-VA, goed voor 15 van de 25 zetels in de gemeenteraad.

#### Resultaten gemeenteraadsverkiezingen sinds 1976
| Partij of kartel     | Partij of kartel                                               | 10-10-1976 | 10-10-1976 | 10-10-1982 | 10-10-1982 | 9-10-1988 | 9-10-1988 | 9-10-1994 | 9-10-1994 | 8-10-2000 | 8-10-2000 | 8-10-2006 | 8-10-2006 | 14-10-2012 | 14-10-2012 | 14-10-2018 | 14-10-2018 | 13-10-2024 | 13-10-2024 |
| Stemmen / Zetels     | Stemmen / Zetels                                               | %          | 21         | %          | 23         | %         | 23        | %         | 23        | %         | 25        | %         | 25        | %          | 25         | %          | 25         | %          | 25         |
| -------------------- | -------------------------------------------------------------- | ---------- | ---------- | ---------- | ---------- | --------- | --------- | --------- | --------- | --------- | --------- | --------- | --------- | ---------- | ---------- | ---------- | ---------- | ---------- | ---------- |
|                      | Agalev1/ Groen!2/ Groen3/ Groen-Hart van Beerse4/ Samen Beter5 | -          |            | -          |            | -         |           | 6,891     | 1         | 8,631     | 1         | 6,962     | 1         | 8,953      | 1          | 10,64      | 2          | 5,15       | 0          |
|                      | SP1/ INZET2/ BEERSEplusB                                       | 11,061     | 2          | 15,561     | 3          | 25,911    | 6         | 33,842    | 9         | 24,482    | 7         | 10,762    | 2         | 19,31B     | 5          | 12,9B      | 3          | 10,3B      | 2          |
|                      | PVV1/ VLD2/ BEERSEplusB                                        | -          |            | -          |            | 8,711     | 1         | 5,432     | 0         | 12,712    | 3         | 13,622    | 3         | 19,31B     | 5          | 12,9B      | 3          | 10,3B      | 2          |
|                      | BV1/ CVP2/ CDE3/ CDE-VLIM.BEA                                  | 39,811     | 9          | 38,22      | 10         | 42,342    | 12        | 43,223    | 12        | 34,443    | 10        | 39,183    | 12        | 30,50A     | 8          | 34,8A      | 10         | 31,2A      | 9          |
|                      | VLIM.BE1/ CDE-VLIM.BEA                                         | -          |            | -          |            | -         |           | -         |           | 9,141     | 2         | 10,611    | 2         | 30,50A     | 8          | 34,8A      | 10         | 31,2A      | 9          |
|                      | N-VA                                                           | -          |            | -          |            | -         |           | -         |           | -         |           | -         |           | 33,96      | 10         | 26,8       | 7          | 22,2       | 6          |
|                      | Vlaams Blok1/ Vlaams Belang2/ Gem. Belang3                     | -          |            | -          |            | -         |           | 6,311     | 1         | 10,61     | 2         | 18,882    | 5         | 7,283      | 1          | 13,52      | 3          | 17,22      | 5          |
|                      | Ons2340                                                        | -          |            | -          |            | -         |           | -         |           | -         |           | -         |           | -          |            | -          |            | 14,0       | 3          |
|                      | Gemeentebelangen                                               | 31,75      | 7          | 33,02      | 8          | 18,64     | 4         | -         |           | -         |           | -         |           | -          |            | -          |            | -          |            |
|                      | VP                                                             | 17,37      | 3          | 13,23      | 2          | -         |           | -         |           | -         |           | -         |           | -          |            | -          |            | -          |            |
| Anderen(*)           | Anderen(*)                                                     | -          |            | -          |            | 4,4       | 0         | 4,3       | 0         | -         |           | -         |           | -          |            | 1,4        | 0          | -          |            |
| Totaal stemmen       | Totaal stemmen                                                 | 7424       | 7424       | 8654       | 8654       | 9824      | 9824      | 10263     | 10263     | 11010     | 11010     | 11757     | 11757     | 11977      | 11977      | 12726      | 12726      | 8648       | 8648       |
| Opkomst %            | Opkomst %                                                      |            |            |            |            | 99,38     | 99,38     | 95,58     | 95,58     | 94,49     | 94,49     | 94,88     | 94,88     | 92,82      | 92,82      | 93,3       | 93,3       | 61,9       | 61,9       |
| Blanco en ongeldig % | Blanco en ongeldig %                                           | 4,8        | 4,8        | 5,29       | 5,29       | 9,08      | 9,08      | 4,3       | 4,3       | 5,4       | 5,4       | 4,67      | 4,67      | 4,88       | 4,88       | 3,9        | 3,9        | 0,4        | 0,4        |

De rode cijfers naast de gegevens duiden aan onder welke naam de partijen telkens bij een verkiezing opkwamen.

De zetels van de gevormde meerderheid staan vetjes weergegeven. De grootste partij is in kleur.

(*) 1988: DEGOEI (4,4%) / 1994: TJGB (2,96%), VVP (0,77%), PVDA (0,57%) / 2018: Gemeentebelangen (1,4%)

## Cultuur

### Streekproducten
De lokale specialiteit is Beers Vlierke.

### Dialect
Het Beerse dialect wijkt sterk af van dialecten in omliggende gemeenten (vb. 'gij' in Malle: 'gè' / in Turnhout: 'gaai' / in Beerse: 'géj'). Een erg veel gebruikte klank is de korte doffe e, in volgende voorbeelden voorgesteld door (eu); 'h(eu) (eu)' = ja ja / 'n(eu)ss(eu)l(eu)k' = triestig (letterlijk: niet zo leuk). Sinds enkele jaren heeft men een online woordenboek.

## Economie
Op het grondgebied van Beerse zijn een aantal grote bedrijven gevestigd, waaronder Janssen Pharmaceutica.

## Bekende Beersenaars

### Geboren
- Corneille Cooymans (1782 - 1870), politicus
- Frans Mertens (1800 - 1875), politicus
- Franciscus Mertens (1825 - 1904), politicus
- Petrus Bastijns (1840 - 1887), politicus
- Frans De Roover (1854 - 1912), politicus
- René Verheyen (1952), voetballer
- Gert Portael (1961), actrice
- Patrick Vervoort (1965), voetballer
- Wout Bru (1967), chef-kok
- Truus Druyts (1970), actrice en presentatrice
- Gunther Cuylits Wielrenner
- Vincent Voeten (1987) stand-upcomedian

### Woonachtig
Bekende personen die woonachtig zijn of waren in Beerse of een andere significante band met de gemeente hebben:
- Jean Proost (1779-1856), politicus
- Gabriël Van Roey (1798-1891), politicus
- Eduard Wouters (1865-1952), industrieel en politicus
- Jozef Rommens (1880-1961), politicus
- Remi Baelden (1882-1964), politicus
- Jan Vaerten (1909-1980), schilder
- Paul Janssen (1926-2003), farmacoloog en stichter van Janssen Pharmaceutica
- Charles Van Nyen (1933-2013), politicus
- Jef Boeckx, politicus
- Gust Adriaensen (1947), politicus
- Staf Willemsens (1951), politicus en biochemicus
- Marc Smans (1957), politicus
- Mies Meulders (1970), presentatrice
- Bart Craane (1974), politicus
- Peter Evrard (1974), zanger
- Stijn Van Opstal (1976), acteur
- Lies Lefever (1980-2018), stand-upcomédienne en cabaretière
- Stef Aerts (1987), acteur
- Lawrence Visser (1989), scheidsrechter
- Arjen Teeuwissen (1971-2024), ruiter
- Kenneth Kerckhofs (1985), filmmaker en regisseur

## Nabijgelegen kernen
Merksplas, Den Hout, Vosselaar, Gierle
Aartselaar · Antwerpen · Arendonk · Baarle-Hertog · Balen · Beerse · Berlaar · Boechout · Bonheiden · Boom · Bornem · Brasschaat · Brecht · Dessel · Duffel · Edegem · Essen · Geel · Grobbendonk · Heist-op-den-Berg · Hemiksem · Herentals · Herenthout · Herselt · Hoogstraten · Hove · Hulshout · Kalmthout · Kapellen · Kasterlee · Kontich · Laakdal · Lier · Lille · Lint · Malle · Mechelen · Meerhout · Merksplas · Mol · Mortsel · Niel · Nijlen · Olen · Oud-Turnhout · Putte · Puurs-Sint-Amands · Ranst · Ravels · Retie · Rijkevorsel · Rumst · Schelle · Schilde · Schoten · Sint-Katelijne-Waver · Stabroek · Turnhout · Vorselaar · Vosselaar · Westerlo · Wijnegem · Willebroek · Wommelgem · Wuustwezel · Zandhoven · Zoersel

België: Provincies · Gemeenten